# Poltys apiculatus
Poltys apiculatus är en spindelart som beskrevs av Tord Tamerlan Teodor Thorell 1892. Poltys apiculatus ingår i släktet Poltys och familjen hjulspindlar.
Artens utbredningsområde är Singapore. Inga underarter finns listade i Catalogue of Life.